# Rejon sielengiński
Rejon sielengiński (ros. Селенгинский район; bur. Сэлэнгэ аймаг) – rejon w azjatyckiej części Rosji, wchodzący w skład Republiki Buriacji. Stolicą rejonu jest Gusinooziorsk. Rejon został utworzony 12 grudnia 1923 roku.

## Położenie
Rejon zajmuje powierzchnię 8269 km². Położony jest w południowej części Republiki Buriacji. Przez rejon przepływa rzeka Selenga.

## Ludność
Rejon zamieszkany jest przez 46 926 osób (2007 r.), z czego 25 400 osób mieszka w stolicy. Średnia gęstość zaludnienia w rejonie wynosi 5,7 os./km². Współczynnik urbanizacji wynosi 64%.

## Podział administracyjny
Rejon podzielony jest na 14 osiedli typu wiejskiego i jedno osiedle miejskie. Na terenie rejonu znajduje się 38 skupisk ludności.

### Osiedla typu miejskiego
- Gusinooziorsk (ros. Гусиноозёрск)

### Osiedla typu wiejskiego
| Nazwa osiedla wiejskiego                                 | Ośrodki administracyjne          |
| -------------------------------------------------------- | -------------------------------- |
| Gusinoje Oziero (Гусиное Озеро)                          | Gusinoje Oziero (Гусиное Озеро)  |
| Sielenduma (Селендума)                                   | Sielenduma (Селендума)           |
| Baratujskoje (Баратуйское сельское поселение)            | Baraty (Бараты)                  |
| Żargałanta (Жаргаланта сельское поселение)               | Żargałanta (Жаргаланта)          |
| Zagustajskoje (Загустайское сельское поселение)          | Tochoj (Тохой)                   |
| Sutoj (Сутой сельское поселение)                         | Dede-Sutoj (Дэдэ-Сутой)          |
| Irojskoje (Иройское сельское поселение)                  | Taszyr (Ташир)                   |
| Niżnieubukunskoje (Нижнеубукунское сельское поселение)   | Chargana (Харгана)               |
| Nowosielenginskoje (Новоселенгинское сельское поселение) | Nowosielenginsk (Новоселенгинск) |
| Nojechonskoje (Ноехонское сельское поселение)            | Zurgan-Debe (Зурган-Дэбэ)        |
| Jeche-Cagan (Ехэ-Цаган сельское поселение)               | Jeche-Cagan (Ехэ-Цаган)          |
| Tiemnikskoje (Темникское сельское поселение)             | Tiemnik (Темник)                 |
| Ubur-Dzokojskoje (Убур-Дзокойское сельское поселение)    | Nur-Tuchum (Нур-Тухум)           |
| Tajeżnoje (Таежное сельское поселение)                   | Cajdam (Цайдам)                  |